# Zemra
Zemra (alb. Liqeni i Zemrës) je jezero na zapadnom rubu Republike Kosovo. Otprilike u obliku srca, jezero se proteže unutar Prokletija, nekih 400 m daleko od Albanske granice. Nalazi se na oko 2.200 metara nadmorske visine na sjevernim padinama Prokletija, u blizini Đeravice.
Oko 1 km istočno je malo veće Đeravičko jezero.

## Galerija
- Jezero Zemra
- Jezero Zemra
- Jezero Zemra (desno) i Đeravičko jezero (lijevo, iza)

## vanjske poveznice
|  | Zajednički poslužitelj ima još gradiva o temi Zemra |